# Kathrine Kühl
Kathrine Møller Kühl (født 5. juli 2003), også kendt som "Ke", er en kvindelig dansk fodboldspiller, der spiller midtbane for Arsenal W.F.C i den engelske Super League og for Danmarks kvindefodboldlandshold.

## Karriere

### FC Nordsjælland
Hun fik ligadebut for FC Nordsjællands kvindehold i september 2019, mod FC Thy-Thisted Q og har siden været en fast del af holdets startopstillingen. I juli 2020, blev hun kåret som Årets pokalfighter da FC Nordsjælland vandt Sydbank Kvindepokalen 2019-20. Efter kampen blev hun storrost af flere medier for hendes gode præstation og blev også sammenlignet med den danske landsholdsstjerne Pernille Harder. Samme sæson var hun også med til at vinde bronze til holdet, i klubbens første sæson i ligaen.

### Landshold
Hun deltog ved U/17-EM i fodbold for kvinder 2019 i Bulgarien, hvor holdet dog ikke nåede videre fra gruppespillet. Kühl spillede officielt to kampe ved EM-turneringen. Hendes første indkaldelse til U/17-landsholdet var den 28. februar 2019, mod Norge U/17 i Silkeborg, da holdet vandt 5-2, hvor hun blev skiftet ind i 46' minut som indskiftning for Sofie Bredgaard. Hun har officielt spillet 19 U-landskampe, senest i marts 2020.
Hun blev i marts 2021, udtaget af landstræner Lars Søndergaard på A-landsholdet, til en venskabskamp mod Wales i Cardiff d. 13. april 2021. Hun blev indskiftet i 80' minut, som erstatning for Emma Snerle. Hun var også med i truppen til de efterfølgende venskabskampe, hvor hun også startede i startopstillingen, i Danmarks 3-2 sejr over Australien.

### Internationale mål
Danmarks scoringer og resulterer ses først.
| #  | Dato              | Lokation                    | Modstander          | Scoring | Resultat | Turnering             |
| -- | ----------------- | --------------------------- | ------------------- | ------- | -------- | --------------------- |
| 1. | 25. november 2021 | Zenica, Bosnien-Hercegovina | Bosnien-Hercegovina | 1–0     | 3–0      | VM-kvalifikation 2023 |

## Meritter
- DBUs Landspokalturnering for kvinder:
  - Vinder: 2020
- Elitedivisionen:
  - Bronze: 2020

## Udmærkelser
- Årets Pokalfighter 2020 i Sydbank Kvindepokalen.[5]